# Aesch (Neftenbach)
Aesch är en ort i kommunen Neftenbach i kantonen Zürich i Schweiz. Den ligger cirka 6 kilometer nordväst om Winterthur. Orten har 419 invånare (2022).